# 無
無，是沒有、虛無、空和冇的同義詞，有（存在）的反義詞。在東方哲學中，空可能和無的意義不同，分別屬於佛家和道家的思想。神學與哲學研究無的概念已經有一段時間，例如佛教和道家。數學有時會用無來描述一些狀況。物理學上，没有真正的真空；宇宙誕生带来时间中，没有「宇宙誕生之前」的一个概念，或是宇宙誕生前是虛時間。

## 西方思想（哲學與科學）
無（文中的空）的觀念在西方哲學家2013年勒斯里與孔恩的書《存在的奧秘》與2017年劳伦斯·M·克劳斯的書《迄今為止最偉大的故事》都有探討過。「無」是一種「有」（存在），如果把「無」當成是一個不「存在」（有）的「存在」來探討，是邏輯的謬誤；也就是事物的自然狀態包含有（存在）和無（虛無）。哲學家與物理學家往往對於虛無有不同面向上的定義，即使在物理學領域之中，從傳統上指的真空狀態，到位能上的不可微分點，也存在著程度上差異的「虛無」。根據勒斯里與孔恩對無/空的分類，這種包含在有（存在）之中的「無/空」之中摒除了：物質（material）、心靈（Mind）、哲學、宗教以及上帝或諸神。
如果說無/空指的是沒有任何物體或物質，那還可能由自然法則（Law of science）所導引的自然力、從能量生出物質來。物質可以當成是能量的一種形式：傳統對物質的觀點是有形體的「東西」，但在十九世紀提出场的概念後，上述觀點受到了挑戰。狭义相对论證明物質及能量（包括將能量分布在空間中的場）是可以互相轉換的。因此產生了一種本體論的觀點，認為能量是第一元素，物質只是它的一種形態。但另一方面，粒子物理的標準模型用量子场论來描述所有的交互作用力，因此又可以說這些場才是第一元素，能量只是場的一個性質而已。
例如以物理學來說，光（光子）就是從熱原子當中的電子自動發出，且無特定原因（無中生有）。所以整個宇宙也有可能是無中生有，就是宇宙大霹靂的觀念。
物理學家談到空無一物的空間，先把所有的空氣抽掉（抽真空），再屏蔽所有的磁場和電場，那塊空間中仍然會有重力場，重力沒有辦法被屏蔽，因為在廣義相對論中，空間與時間本身就是重力！即使我們有辦法屏蔽掉重力，那終於可以得到「什麼都沒有」（無/空）；不過在這樣的狀態也維持不久，因為即使在宇宙的量子最低能態，系統仍有擾動，那裡仍「存在」著這些量子擾動，因為其中可是充滿虛粒子；從中再出現成對的粒子與反粒子（由於量子物理的測不準原理），量子顆粒會在宇宙空間裡出現、消失，或是宇宙可能就源自於這種無/空之中所產生的大霹靂。
物理學家勞倫斯·M·克勞絲認為宇宙本身便來自虛無：若我們將宇宙的「所有(存在)」加在一起，所有事物就會互相抵消，成一個「0」。如此看來，「宇宙的一切」就是「虛無」，「什麼都沒有」就是「全部」（Nothing is everything, and everything is nothing!）。
神學家丁連財認為孤單、寂寞是現代病，會衍生精神疾患，使社會不安，使健保支出提高；英國特別設立一個孤單寂寞問題解決部，部長的責任是使大家不會感到孤單寂寞，但是這不只是搞" Let's Party" or "Enjoy Sex with no burden" 就可以解決，世俗主義走到盡頭是虛無主義，而虛無主義按照齊克果的說法是「致死之病」，甚至可能是恐怖主義的搖籃。

## 道家
老子和莊子都意識到在終極面前語言是無能為力的，老子反覆觀察與思考的世界是日常觀察到符合常識的世界，無論這樣的世界是多麼真實，其主要特徵是非永恆性（無常）。而「道」就其不可言說的永恆性來說是無法預先決定，亦無以名之，不同於任何可命名的事物。它是非存在，即相當於無。而道家亦有無為的主張。
繫辭傳說：「一陰一陽之謂道」、「天之道，曰陰與陽也」，並引用孔子的話：「形而上者謂之道，形而下者謂之器」，所以說儒家認同：「道者，陰陽變化之理也。」道，即宇宙運行，自然變化的法則。也就是：

## 佛家
以「苦、空、無常、無我」說「空」，可名之為「由變壞觀空」，有可能導致「斷滅空」、「沉空」、「惡取空」的危險。仍然無所適從、持續流浪漂泊。正知正見的般若正法，由甚深般若智開展，面對五蘊世間，觀照世間諸法，超越其變壞相。正知正見的般若正法，示現諸法實相，世間轉為法界，安住法界就在當下。
顯發真如本心的甚深般若智，如實覺知法界真如，則當下就成為如來，證入不虛妄、不變異的真如法界。甚深般若智開展的般若正法，真正使生死涅槃猶如昨夢，真正使流浪漂泊倏然而止，真正使常樂我淨朗朗而現。

## 相关主题
- 本原
- 空
- 虛無主義
- 存在
- Nothingness and Being "Potentialities of Ontological Evolution" （页面存档备份，存于） by Dr. Hilmar Alquiros